# Robert Douglas (football)
Pour les articles homonymes, voir Robert Douglas.
Robert James « Rab » Douglas est un footballeur international écossais né le 24 avril 1972 qui joue au poste de gardien de but.

## Biographie
Il a joué dans le club de Dundee FC jusqu'en 2000. Il a ensuite porté les couleurs du Celtic FC pendant 5 saisons, où il s'est montré très irrégulier entraînant sa relégation sur le banc à de nombreuses reprises.
En juin 2005 il signe à Leicester City FC en Football League Championship (division 2 anglaise) mais il perd sa place en cours de saison. 
Robert Douglas compte 19 sélections en équipe d'Écosse entre 2002 et 2005.
Il retourne à Dundee en 2008. En 2013, âgé de 41 ans et en fin de contrat, il s'engage avec le Forfar Athletic FC en 3e division écossaise. 